# Georg Hessler

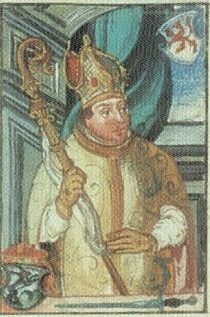
Kardinal Georg Hessler, Fürstbischof von Passau (Miniatur in einer Handschrift des 15. Jhds.)

Georg Hessler, auch Georg Heßler, Georg von Hessler, Georg von Heßler und Georg von Hasler (* 1427 in Bamberg; † 21. September 1482 in Melk) war Kardinal und von 1480 bis 1482 Fürstbischof im Bistum Passau.

## Leben
Er studierte ab etwa 1446 an den Universitäten von Wien, Leipzig, Köln, Heidelberg und Pavia. Dort wurde er 1454 zum Doctor iuris utriusque promoviert. Im Jahr 1458 empfing er die Priesterweihe durch Giovanni de Castiglione, den Bischof von Pavia und späteren Kardinal. Von 1458 bis 1460 war Hessler Dompropst in Worms und spätestens 1460 Priesterherr in Köln. 1466 wurde er Domherr in Speyer. Hessler war für verschiedene geistliche und weltliche Herren tätig und stand seit 1460 im Dienste von Herzog Albrecht VI. in Wien.
Nach dessen Tod wurde er 1463 Kanzler des Kölner Erzbischofs Ruprecht von der Pfalz, später diente er dessen Nachfolger Hermann IV. von Hessen. 1474 ernannte ihn Kaiser Friedrich III. zu seinem Rat und dann zum Protonotar. Als dessen Gesandter hatte er zusammen mit Alexander Numai wesentlich Anteil am Zustandekommen der Ehe zwischen dem späteren Kaiser Maximilian I. und Maria von Burgund. In diplomatischer Mission in Rom tätig, war er zugleich seit 1476 Notar und Referendar von Papst Sixtus IV.
Im Konsistorium vom 10. Dezember 1477 erhielt Hessler durch Sixtus IV. den Kardinalshut und wurde kurz darauf Kardinaldiakon von Santa Lucia in Orphea. 1480 ernannte ihn der Papst auf Vorschlag des Kaisers zum Bischof von Passau, obwohl das Domkapitel Friedrich Mauerkircher gewählt hatte. Die Bischofsweihe spendete ihm am 13. Februar 1480 in Rom der Papst selbst.
Im Zusammenhang mit der gewaltsamen Inbesitznahme des Hochstifts Passau kam es zu Auseinandersetzungen mit den Anhängern des Gegenbischofs Friedrich Mauerkircher. 1482 wurde die Ilzstadt von der Veste Oberhaus aus beschossen und weitgehend zerstört, ein Angriff auf die Festung scheiterte.
Kurz darauf starb Bischof Hessler unerwartet an Bord eines Schiffes auf der Donau nahe Melk. Er wurde in der Kirche Maria am Gestade in Wien beigesetzt.